# Descuartizador del Támesis
Descuartizador del Támesis o Asesino de los torsos del Támesis o Asesino del torso (en inglés: The Thames Torso Murder o The Thames Torso Killer o sencillamente The Torso Killer), fueron los motes o apodos con los que se designó a un supuesto homicida serial desconocido y nunca capturado, que operó en la Inglaterra victoriana, esencialmente a fines de la década de los ochenta (siglo XIX), y cuyo método de eliminación de cadáveres —todos ellos femeninos— consistía en trocear los cuerpos y diseminar los restos en zonas próximas al río Támesis, proceder que le valiera su alias criminal. Obviamente, al no haberse identificado al asesino ni haberse avanzado mucho en las investigaciones, no se tiene certeza que todas estas muertes hayan sido realmente asesinatos, ni que todos estos posibles asesinatos hayan sido cometidos por la misma persona. Recientemente y según ciertas fuentes, se estableció que el ultimador victoriano motejado Jack el Destripador pudo haber sido también quien aquí genéricamente llamamos Descuartizador del Támesis, y aún más, se afirmó basándose en supuestas pruebas, que Severin Klosowski fue el desconocido que en su época fuera denominado con estos dos motes; naturalmente, esta arriesgada hipótesis también ha sido objetada y cuestionada por varios estudiosos.

## Antecedentes
Los misteriosos y tétricos descubrimientos realizados en torno al Támesis, contaron con un posible antecedente entre los años 1873 y 1874. El 5 de septiembre de 1873, una patrulla de la policía del río, próxima a la localidad de Battersea, recogió fuera del agua un fragmento del tronco de una mujer. Poco más tarde, se fueron recolectando otras partes del mismo cadáver, a saber: el pecho derecho en Nine Elms, la cabeza en Limehouse, el antebrazo izquierdo en Battersea, la pelvis en Woolwich; y así sucesivamente, hasta que se armó un cuerpo casi completo. Al igual que sucediera con el caso de Rainham en 1887, al cabo de ese mes se reportó a diario en la prensa sobre las partes de ese cuerpo que se iban recuperando.
El doctor Thomas Bond, a la sazón flamante cirujano jefe de la Policía Metropolitana, se entregó a un encomiable y lóbrego trabajo, y fue reconstruyendo el cadáver, cosiendo una a una las piezas. Recomponer el rostro de la finada significó un enorme desafío, pues la nariz y la barbilla estaban desolladas, y a la cabeza le había sido arrancado el cuero cabelludo. La piel de la cara de la víctima fue equipada de la manera más natural posible en esas horribles circunstancias.
A pesar de que este pionero intento de reconstrucción facial se llevó a cabo con sumo «ingenio y habilidad» –de acuerdo a expresiones de los periódicos– el cuerpo sólo hubiera podido ser reconocido por aquellos que estaban más «íntimamente familiarizados con las características físicas de la persona fallecida».
Las autoridades rechazaron a muchos sujetos que se acercaron para saciar su morbo de contemplar el cuerpo destrozado. Entre éstos estaban «los comerciantes de horrores» que trataron de obtener un esbozo de los restos. Pero la policía obró con celo profesional, y únicamente a quienes se consideró con legítimas razones para ver esos fragmentos les fue exhibida una fotografía de los mismos.
Comentando acerca de las lesiones, la revista médica The Lancet informó que: «Contrariamente a la opinión popular, el cuerpo no había sido troceado, pero era cierto que las articulaciones se habían abierto con habilidad, y los huesos resultaron perfectamente desarticulados, incluso en las articulaciones complicadas del tobillo y el codo. A su vez, en la articulación de la cadera y del hombro los huesos fueron aserrados».
Dado que esta vez devenía notorio que había atrás una mano criminal, un veredicto de asesinato con premeditación contra alguna persona o personas desconocidas fue alcanzado por el jurado en la encuesta judicial. El gobierno ofreció una recompensa de doscientas libras y un perdón gratuito a favor de cualquier cómplice que denunciara al ejecutor. Pese a tal medida, nunca se supo la identidad de la víctima, no se practicaron arrestos, y el asunto quedó a fojas cero.
En el mes de junio del siguiente año de 1874, el organismo descuartizado de una fémina se extrajo de las aguas del Támesis, en la región de Putney. El rotativo News of the World del 14 de junio de ese año, anunció que el cadáver carecía de cabeza y de extremidades, salvo una pierna, y que el torso fue trasladado a la morgue de Fulham.
En ese ámbito, el cirujano forense E.C. Barnes manifestó que el cuerpo había sido dividido por su columna vertebral, y que se utilizó cal a fin de agilitar su descomposición antes de ser vertido en el río. A despecho de parecer que se trataba de un homicidio evidente, el jurado dictó un veredicto abierto.

## Los crímenes más conocidos y los hallazgos dudosos
En el mes de mayo de 1887, en el pueblo del valle del río Támesis, localidad de Rainham, dos trabajadores portuarios extrajeron de las aguas un paquete que guardaba el torso de una mujer. Estaba ausente la cabeza y una porción superior del pecho. Durante los meses de mayo y junio, partes de ese mismo cuerpo emergieron en distintos puntos de Londres.
Los médicos forenses consideraron que las mutilaciones denotaban algún grado de conocimiento anatómico, pero que el cadáver no había sido diseccionado para fines clínicos; en suma, avalaron la teoría de un homicidio. Aquellos galenos no pudieron discernir la razón de la muerte ni acreditaron que un acto violento hubiese tenido lugar, por lo que el jurado convocado en la encuesta judicial regresó trayendo a la sala un ambiguo veredicto de «Found Dead» (Encontrado Muerto).
La segunda eventual víctima de la serie de despojos humanos esparcidos en el Támesis y sus aledaños, fue advertida en septiembre de 1888, cuando cursaba su apogeo la cacería del exterminador de prostitutas de Whitechapel. El día 11 de aquel mes se avistó un brazo femenino flotando en el río en la región de Pimlico. A su vez, el 28 de ese mismo mes otro brazo se encontró a la vera de la carretera de Lambeth. Y finalmente, el 2 de octubre de ese mismo año, fue hallado el torso de una mujer al cual le faltaba la cabeza. Ese fragmento se descubrió en los cimientos de la obra de construcción del Nuevo Scotland Yard, y a tal suceso la prensa lo motejó el «Misterio de Whitehall», en honor al nombre de la calle sobre la cual se emplazaba dicho edificio.
Se llamó para estudiar estos restos cadavéricos a varios forenses, entre ellos al doctor Thomas Bond. Este profesional ponderó que, de tratarse de un crimen, el ultimador había justificado ostentar cierto grado de conocimiento anatómico. En general, los cirujanos no pudieron dar con evidencia que dilucidase de qué forma pereció la infortunada difunta.
El también forense Charles Alfred Hibbert (o Hebbert), ayudante de Bond, opinó que el brazo rescatado en el río pertenecía a aquel torso por la limpieza del corte asestado al separarlo del tronco, y por el diámetro de la amputación que exhibía el cuerpo en dónde se le cercenase ese miembro. Y en su examen anotó que: «Pensé que el brazo fue cortado por una persona que, si bien no era necesariamente un anatomista, sin duda sabía lo que estaba haciendo, pues conocía dónde estaban las articulaciones, y daba muestras de que practicaba este tipo de cortes con bastante regularidad».
La encuesta judicial subsiguiente se llevó a cabo el 8 de octubre de 1888, bajo la presidencia del juez John Troutbeck, de Westminster. Se convocó al estrado a Frederick Wildborn, primera persona en percatarse de los restos en el sótano del edificio. El testigo declaró que residía en el 17 de la Avenida Mansell, en Clapham Junction, y que trabajaba de carpintero para la empresa Grover and Sons en la obra de construcción de la Nueva Scotland Yard. Manifestó que a las 6 en punto de la mañana del 1º de octubre se dirigió a las bóvedas para recuperar herramientas que allí guardaba, y vio lo que le pareció un abrigo raído tirado contra una esquina. Ese sector estaba muy oscuro incluso en el medio del día, y no pudo ubicar sus herramientas. Por la noche, a las 5.30, volvió a descender al escabroso reducto y notó que el paquete continuaba en el mismo sitio, aunque no despedía fétido olor. Esta vez decidió avisar a otros dos obreros, quienes destrabaron las ligaduras del cordel que rodeaba aquel envoltorio de viejos periódicos. Ante la mirada atónita de los tres hombres emergió el repugnante contenido.
Se infiere a partir de éste, y de otros testimonios, que el individuo que transportó el torso hacia dónde fuera encontrado necesariamente lo hizo sirviéndose de luz artificial, dadas la penumbra del lugar. El perímetro estaba protegido mediante vallas que obstruían el paso. Quedó claro que el bromista —si fuese un cuerpo birlado de una sala de disección— o el criminal —si se tratara de un homicidio— corrió enorme riesgo de ser atrapado. Al cabo del sumario el jurado, obviando los indicios de que se estaba frente a un asesinato, otra vez pronunció un veredicto de «Found Dead».
Poco tiempo más tarde la siniestra retahíla recrudeció. En la mañana del 4 de junio de 1889, parte de un torso femenino se rescató de las aguas sobre la ribera de la localidad de Horselydown. Ese mismo día, en horas de la tarde, una pierna izquierda apareció debajo del puente Albert, en Chelsea. En la ulterior semana varios pedazos más de ese cadáver fueron recuperados en las márgenes del río.
El influyente periódico Times de Londres, en su edición del 11 de junio de 1889, reprodujo un fúnebre resumen consignando que: «Los restos humanos encontrados hasta ahora son los siguientes: Martes, pierna izquierda y muslo en Battersea, parte inferior del abdomen en Horselydown; jueves, el hígado cerca de Nine Elms, la parte superior del cuerpo en Battersea–Park, el cuello y los hombros en Battersea; viernes, el pie derecho y parte de esa pierna en Wandsworth, la pierna y el pie izquierdos en Limehouse, sábado, el brazo izquierdo y la mano en Bankside, las nalgas y la pelvis en Battersea, en el muslo derecho en el Chelsea Embankment; y ayer, el brazo derecho y la mano en Bankside».
Todos esos hallazgos dieron origen a un sumario judicial que tuvo su inicio el 17 de junio del citado año. Según declaración de los profesionales actuantes: «La división de las partes humanas demostró habilidad y método. Sin embargo, no se nota la destreza anatómica de un cirujano, sino más bien la sapiencia práctica de un carnicero o un desollador. Hay una gran similitud en la manera que se cortaron estos restos con los que fueron hallados en Rainham y en el nuevo edificio de la policía metropolitana en Whitehall».
Por su lado, el 5 de julio de 1889, el Times de Londres abundó que: «Es opinión de los médicos que las mujeres habían fallecido sólo 48 horas antes de que sus organismos fuesen troceados, y que los cadáveres resultaron diseccionados por una persona que debe haber tenido algún conocimiento sobre las articulaciones del cuerpo humano».
También esta vez los cirujanos fueron incapaces de determinar la causa de la muerte. De todos modos, el jurado arribó a un firme veredicto de: asesinato cometido con premeditación contra alguna persona o personas desconocidas.
Al igual que aconteció en las otras emergencias, no se pudo ubicar la testa de la presunta asesinada; pero ahora su identidad fue establecida. Gracias a cicatrices de los brazos se identificó a la fallecida como Elizabeth Jackson, una prostituta que ejercía su oficio en Chelsea.
Se trataba de una ramera muy pobre y carente de hogar que, a menudo, dormía en el parque de Battersea. Había adoptado el hábito de colarse entre las roturas de las rejas circundantes una vez que, al caer la noche, se cerraban las puertas de aquel lugar público.
El victimario dejó gran parte del torso en una zona del parque alejada del acceso de la mayoría de los viandantes, y fue el jardinero quien se topó con esos desechos humanos. Otra extremidad del cuerpo se localizó a corta distancia del anterior hallazgo, e iba envuelta en ropa vieja que portaba impreso el nombre «L.E Fisher».
En la autopsia se constató que el útero había sido extirpado. El doctor Thomas Bond fue del parecer de que podría tratarse de un aborto mal practicado y con consecuencias letales. El posterior fraccionamiento, y la dispersión de trozos del cadáver, se debió —de atenernos a esta conjetura— a la infame tarea de un malogrado obstetra intentando esconder las huellas de su delito. Sea como fuere, al conocer la identidad de la occisa, aunque devino trascendente, no sirvió a la pesquisa policial pues en definitiva el asunto quedó sin solucionar.

## ¿El llamado caso del "Torso de la calle Pinchin" fue obra del Descuartizador del Támesis?
El 10 de septiembre de 1889 se ubicó un cadáver femenino con sus miembros amputados bajo el arco ferroviario de la calle Pinchin, esquina Blackchuch Lane, San George este; zona aledaña a Whitechapel.
Ese tétrico episodio produjo una frenética actividad en los agentes. Pocos minutos después de ubicado el cadáver, el Comisionado de la Policía Metropolitana y numerosos detectives que habían participado en la investigación del asesino Ripper, se allegaron a la escena del presunto delito.
El agente William Pennett fue el policía al cual le cupo realizar el hallazgo, en el curso de la acción de un grupo de uniformados de la división G comandado por el inspector Charles Ledger de la Policía Metropolitana. En las pesquisas emprendidas de inmediato participaron los sargentos George Godley, Stephen White, y William Trick. Pero a pesar del celo y del esfuerzo desplegado por estos detectives, quienes recorrieron pensiones, tabernas, y alojamientos de mal vivir en busca de información, no se reunieron datos aptos para develar la identidad de la occisa.
La tarea primordial recayó aquí en el cirujano forense Frederick Gordon Brown, quien efectuó la autopsia sobre aquellos restos. También se recabó la opinión de los doctores George Bagster Phillips y Thomas Bond, los cuales habían intervenido en autopsias y reportes de necropsias practicadas a varias de las víctimas canónicas del Destripador. La labor médica desarrollada resultó extremadamente concienzuda, pero tampoco echó mayor luz al asunto. Sólo se pudo constatar que la difunta era una mujer morena y robusta que rondaba los treinta y cinco años.
Lo más relevante consistió en que todos los profesionales actuantes estuvieron de acuerdo con que en el caso del «Torso de la calle Pinchin», el victimario (si realmente se hubiera tratado de un homicidio) empleó un método de eliminación del cadáver muy distinto al modus operandi que utilizaba el ejecutor de 1888. La presunta víctima había sido desmembrada pero no eviscerada, pues no le habían removido ni sustraído órganos a aquel cuerpo cercenado. Los miembros que nunca se hallaron devinieron aserrados cuando la mujer ya estaba muerta. Además, se concluyó que el trabajo de mutilación fue ejecutado dentro de una casa u otro sitio cerrado, donde el agresor —sin la premura de un ataque consumado en la calle— dispuso de tiempo y de medios para llevar a término su aborrecible plan; lo cual configuraba otra de las diferencias con los tradicionales asesinatos del verdugo de prostitutas victoriano. Y, por último, al desconocerse la identidad, no podía afirmarse con certeza que la finada ejerciera el oficio más viejo del mundo, como lo hacían las presas humanas del matador serial del East End.
La prensa, a despecho de los rápidos desmentidos oficiales, propaló la versión de que el torso aparecido en la calle Pinchin bien pudo ser otra obra del cuchillero del este de Londres. La idea no prosperó, ante la falta de aval médico y por la notoria disimilitud con los crímenes atribuidos a aquel.
El amputado cuerpo pudo ser material de estudio anatómico del cual se deshicieron estudiantes de medicina, y esta hipótesis representó la posición prevalente. Pese a ello, nunca se descartó totalmente que se hubiera tratado de la lúgubre broma de un asesino serial.
Oficialmente, los pesquisantes incluyeron este posible crimen en la categoría de los llamados «Asesinatos de Whitechapel» o las «Muertes de Whitechapel», atento al distrito dónde se halló ese cuerpo desmembrado. Pero más allá de la localización geográfica, ponderando el modus operandi empleado y otros factores, este hallazgo cabría catalogarlo dentro de la saga atribuible al homicida de torsos del río, quien aquí presumiblemente habría mutado de hábitat a la hora de agredir.

## El asesino del torso y Jack el Destripador
El riperólogo Michael Gordon propuso la teoría de que Jack the Ripper y quien por esas mismas fechas desmembraba cuerpos y los tiraba en las inmediaciones del río Támesis, conformaron una misma persona y, además, también se atrevió a identificar al culpable que se ocultaba tras estos aberrantes procederes, y a quien señaló como autor fue a Severin Klosowski alias George Chapman, sin dar mayor importancia a la edad de este postulado sospechoso, ya que en efecto, el recién citado nació en 1865, y era apenas un niño de ocho años cuando comenzaron a verificarse los macabros hallazgos corporales de partes desmembradas de cuerpos humanos en la capital inglesa. No obstante y en 1887, este sospechoso cifraba veintidós años, y podría sí haber sido un precoz desmembrador de mujeres así como un furibundo asesino de prostitutas. Que el citado supo asesinar féminas ya lo sabemos; pues acreditadamente ultimó a varias mediante envenenamiento.
En apoyo de su teoría, el referido riperólogo destacó que su sospechoso estuvo en Inglaterra durante los crímenes del Destripador y que habría regresado, luego de una estadía en el exterior, justo en el intervalo cuando ocurrieron las siniestras apariciones de cuerpos desmembrados en las cercanías del principal río británico.

## El descuartizador del Támesis en la ficción
Al menos las tramas de dos novelas incursionan en los crímenes victorianos del Támesis, y simultáneamente aludiendo también al asesino del torso.
Una de ellas se debió a la novelista inglesa Sarah Pinborough, y que llevó por título: “Mayhem” (“Mutilación”; editorial Jo Fletcher; Londres, Inglaterra, 2013; ISBN 978-1780871288), también editada como “El segundo asesino”, en su edición en habla hispana (Colmena ediciones, Editorial Hidra S.L, Barcelona, España, 2013).
En dicha obra la autora se vale de la fantasía para encarnar al sórdido desmembrador. El joven aristócrata James Harrington viaja a Polonia y, tras beber en las aguas de un río, será poseído por un demonio ancestral: El Upir. Se trata de una entidad maligna que usurpa el cuerpo de su víctima y lo obliga a cometer los salvajes homicidios que se atribuyen al llamado 'The Torso Killer' ('Asesino del torso'). El histórico médico forense Thomas Bond, asistido por un excéntrico sacerdote y por Aaron Kosminski (este último sospechoso de ser Jack the Ripper), será quien combatirá al ente maléfico en pos de librar a Londres de su reinado de terror.
La otra novela que aborda la temática de los homicidios del Támesis, fue escrita por el investigador uruguayo Gabriel Antonio Pombo; se trata del thriller que se titula: “El animal más peligroso” (Montevideo, Uruguay, 2016, ISBN 978-9974-91-294-6).
En dicha obra, los desmanes de Whitechapel atribuidos a Jack el Destripador, constituyen un subproducto de los cometidos por el Asesino del Torso, más prolongados en el tiempo y aún más tenebrosos. La pareja de detectives integrada por Arthur Legrand y Bárbara Doyle perseguirán a ambos victimarios, hasta una confrontación final que deparará resultados inesperados. El texto aporta una solución que, aunque obviamente ficticia, deviene plausible y consistente con los hechos registrados en ambas secuencias criminales y con muchos de los personajes históricos que intervienen en esta trama.